# Avahi
Avahi là một chi động vật có vú trong họ Indridae, bộ Linh trưởng. Chi này được Jourdan miêu tả năm 1834. Loài điển hình của chi này là Lemur laniger Gmelin, 1788.

## Các loài
Chi này gồm các loài: